# Hieronymus Merkle

Hieronymus Merkle

Hieronymus Merkle (* 28. September 1887 in Schrezheim; † 24. Februar 1970 in Neustadt an der Weinstraße) war ein deutscher Politiker (NSDAP).

## Leben und Wirken
Der Sohn eines Landwirts besuchte die Volksschule in Schrezheim und Gaishardt. Zwischen 1903 und 1905 absolvierte er eine Bäckerlehre und besuchte zugleich die Fortbildungsschule in Ellwangen. Im Oktober 1907 trat er in das 12. Feldartillerie-Regiment der Bayerischen Armee in Landau in der Pfalz ein. Im Mai 1908 verpflichtete er sich zu einer zwölfjährigen Dienstzeit als Unteroffizier. Aus dem Ersten Weltkrieg kehrte Merkle mit einer 80-prozentigen Kriegsbeschädigung zurück. Zum 31. März 1920 wurde er aus der Reichswehr als Leutnant der Reserve entlassen. Im Januar 1921 trat Merkle als Betriebsassistent bei der Deutschen Reichsbahn ein. Während der alliierten Rheinlandbesetzung wurde er 1923 vorübergehend aus dem besetzten Gebiet ausgewiesen. Merkle war verheiratet; aus der Ehe gingen zwei Kinder hervor.
1924 gehörte Merkle dem Völkisch-Sozialen Block an. Zum 1. März 1929 trat er in die NSDAP ein (Mitgliedsnummer 118.768); im Herbst 1931 wurde er Mitglied der SA. Ab 1930 war Merkle Stadtrat zunächst in Bad Dürkheim, dann im benachbarten Neustadt. In der Partei war er als Ortsgruppenleiter in beiden Städten tätig.
Nach der Machtübertragung an die Nationalsozialisten wurde Merkle 1933 von der Reichsbahn für den Parteidienst beurlaubt. Zwischen Frühjahr 1933 und März 1936 war er Erster Beigeordneter in Neustadt, dann bis Juli 1937 Bürgermeister von Bad Dürkheim. Zwischen April 1938 und Januar 1939 war Merkle nach dem „Anschluss“ Österreichs in den Gau Niederdonau abgeordert, den er in Fragen des Parteiaufbaus beriet. In der Partei war er von 1933 bis 1942 Kreisleiter von Neustadt; während des Zweiten Weltkriegs übernahm er diese Funktion auch im besetzten Lothringen für den Landkreis Sankt Avold (Juli 1940 bis August 1942), die Stadt Metz (September 1941 bis August 1942) und den Landkreis Metz (September 1941 bis Januar 1942).
Am 1. September 1942 wurde Merkle Kreisleiter und Oberbürgermeister in Frankenthal. Am 6. November 1942 übernahm Merkle das Mandat des am 15. Januar 1942 im Krieg gefallenen Reichstagsabgeordneten Julius Weber. Er gehörte dem nationalsozialistischen Reichstag anschließend knapp zweieinhalb Jahre lang bis zum Ende der NS-Herrschaft im Frühjahr 1945 als Vertreter des Wahlkreises 27 (Rheinpfalz-Saarland) an.
Bei Kriegsende flüchtete Merkle aus Frankenthal. Er wurde am 21. Juli 1945 in Kleinsorheim im Kreis Nördlingen verhaftet und anschließend bis September 1948 gemäß dem automatischen Arrest interniert. In einem der Fliegerprozesse wurde Merkle am 1. Juni 1948 von einem britischen Kriegsgericht in Hamburg freigesprochen. Verfahrensgegenstand war der Mord an dem britischen Flieger Cyril William Sibley, der im Februar 1945 vom Dirmsteiner Ortsgruppenleiter Adolf Wolfert erschossen worden war. Wolfert hatte in einem früheren Verfahren geltend gemacht, auf Drängen Merkles gehandelt zu haben. In der Entnazifizierung wurde Merkle im September 1948 von der Spruchkammer im Internierungslager Ludwigsburg zunächst als „Hauptschuldiger“ eingestuft. Im Berufungsverfahren wurde er als „Belasteter“ eingruppiert; die dabei verhängten Sühnemaßnahmen wurden später, soweit sie nicht durch die Internierung verbüßt waren, auf dem Gnadenweg erlassen.